# Kaliumadipat
Kaliumadipat är en kemisk förening med formeln K2C6H8O4. Den används som livsmedelstillsats i form av surhetsreglerande medel samt i vissa fall antioxidantsynergist, och har då e-nummer E 357. Ämnet framställs syntetiskt, men förekommer även naturligt.
JECFA och SCF har satt ett acceptabelt dagligt intag på 5 mg/kg kroppsvikt. Tillsatsen används i kakor, i pulver till desserter samt i vissa fall läsk.